# バファリン
バファリン（英語: Bufferin）とは、アメリカ合衆国のブリストル・マイヤーズ社が1950年代に開発・発売し、日本のライオンが1963年から発売している解熱鎮痛剤の商品名である。オリジナルは主成分の消炎鎮痛剤・アスピリン（アセチルサリチル酸）と緩衝制酸剤・ダイアルミネート（アルミニウムグリシネート・炭酸マグネシウム）を合剤にしたものである。
日本では1963年（昭和38年）に、提携を結んだライオン歯磨（歯痛にも効く事からとされている）が大衆薬として販売を開始した。主成分を変更・追加した製品群を展開して現在までロングセラー製品となっており、合併や商標権の譲受を経て、2007年以降はライオンが製造販売を行っている。TVCMでの「♪頭痛にバファリン～」というサウンドロゴも有名である。 

## 特徴
アスピリン単体の解熱剤に比べて、胃に負担がかからないことが最大の特徴。
サリチル酸系の内服用解熱剤は素早い効果が期待されるが、胃細胞に取り込まれるとプロスタグランジン生産が抑制され、胃酸分泌制御・胃粘膜保護も同時に抑制するため、体質によっては胃痛や胃潰瘍を引き起こす。その問題を解決するために、バファリンはアスピリンを緩衝制酸剤で包み、胃にアスピリンが吸収されないようにすることで問題を克服した。そのため、昔から広告では、胃にやさしく速く効くという事を謳っている。
アスピリンとアルミニウム・マグネシウムという比較的古典的な成分であるため販売価格や製造コストが安価であり、かつ成分が広く知られている事から航空会社の機内サービスなど幅広い公共施設に常備されている点もロングセラーに拍車をかけている。
米国では、BMSのコンシューマ事業を2005年にノバルティスが買収したため、発売元がノバルティス コンシューマーヘルス社に変更されている。

## 日本での製造・販売
日本ではライオン歯磨（当時）が、米ブリストル・マイヤーズ社（現・ブリストル・マイヤーズ スクイブ（BMS）社）から技術導入（輸入）を行い、販売もしていた。後に、ライオン歯磨（合併後はライオン）が製造を担当し、発売は万有製薬（現・MSD）が行った。
1980年1月1日にライオン（ライオン油脂と対等合併した）が製造販売元となり、ライオンが販売する形態が20年以上続いた後、2004年に医療用についてはブリストル製薬（当時）が販売するようになる。さらに2007年7月をもって両社は合弁関係を解消と同時に「バファリン（Bufferin）」の中国を除くアジア・オセアニア地域の商標権をBMS社からライオンに譲渡（実質的には売却）することを決定した。
これにより、日本と中華人民共和国を除くアジア・オセアニア地域では、2007年8月よりライオンが製造・販売を行うことになり、ブリストルマイヤーズ・ライオンは2007年12月末に清算された。また、2008年以降、日本の「バファリン」のCMに他の同社が発売する医薬品同様に「LION 医薬品」が記されたが、企業スローガンの改定により2012年からは「今日を愛する。LION」に変更された（ただし、製品パッケージに「LION」のコーポレートロゴマークは記されていない）。
また、2008年5月に医療用の「バファリン81mg錠（現・バファリン配合錠A81）」並びに「バファリン330mg錠（現・バファリン配合錠A330）」の販売元をブリストル・マイヤーズからエーザイに変更するとともに、ライオンとエーザイにおいて、日本国内における独占的販売権許諾における契約を締結した。これにより、医療用のバファリンは2008年7月からエーザイが販売元となった。
CMでは「バファリンの半分はやさしさで出来ています」というキャッチコピーが有名であるが、質量比では、およそ4分の3をアスピリンが占めており、胃を守る緩衝制酸剤は4分の1にすぎない。なお、CMはライオンの提供枠で放送されるのとは別に、ブリストルマイヤーズ・ライオンが独自に出稿（提供クレジットは「バファリン」名義）することもあった。2018年6月からはキャンペーンの一環として、メッセージが「TIME IN A BOX」に改められ、前述したTVCMでの「♪頭痛にバファリン」のサウンドロゴが使われなくなっていたが、2021年3月から放映されている「バファリンA」の「私を止めない」篇で冒頭に「♪頭痛にバファリン」のサウンドロゴが再び使用されるようになった。
解熱鎮痛薬においては2000年代以降、様々な処方や剤形の製品が発売されるようになる。
- 2002年 - バファリンプラス（アスピリンにアセトアミノフェン、アリルイソプロピルアセチル尿素、無水カフェインを加えたもの。なお、ライオンがもともと発売されている「エキセドリン」と同一処方であった）
- 2006年 - バファリンルナ（「バファリンL」の後継で、アセトアミノフェンとイブプロフェンを組みわせた処方）
- 2007年9月 - バファリン顆粒（「バファリンA」と同じ処方で、シトラス味の顆粒とし、スティック包装にした製品）
- 2009年10月 - バファリンプラスS（「バファリンプラス」の後継で、乾燥水酸化アルミニウムゲルが追加配合され、「FAStab（ファスタブ）」技術を導入）
- 2012年3月 -
  - バファリンルナi（「バファリンルナ」の後継で、アリルイソプロピルアセチル尿素に替わって乾燥水酸化アルミニウムゲルが配合され、「クイックメルト製法」が採用される）
  - バファリンルナJ（アセトアミノフェンの単味剤。発売当初は小中学生(7歳以上15歳未満)用だったが、2016年2月のリニューアルで15才以上の用法・用量が追加されて高校受験生や高校生でも服用可能となる）
- 2014年2月 - バファリンプレミアム（「バファリンプラスS」の後継で、アスピリンをイブプロフェンに差し替え、既採用の「FAStab」に「クイックメルト製法」を組み合わせた「クイックアタック錠」が採用される）
- 2016年3月 - バファリンEX（ロキソプロフェンナトリウム水和物と乾燥水酸化アルミニウムゲルを組み合わせた処方。「バファリン」初の【第1類医薬品】である）
- 2019年3月 - バファリンライト（「バファリンA」に対してアスピリンの配合量を3分の2(2錠中440mg配合、「バファリンA」は2錠中660mg配合)とし、合成ヒドロタルサイトを乾燥水酸化アルミニウムゲルに差し替えた効き目ひかえめタイプ）
- 2021年9月 - バファリンプレミアムDX（既存の「バファリンプレミアム」をベースに、イブプロフェンとアセトアミノフェンの配合量が増やされ(2錠中:130mg→160mg)、無水カフェインの配合量を減らし(2錠中:70mg→50mg)、アリルイソプロピルアセチル尿素を省いて眠くならない処方としたもの）

また、「バファリン」の日本上陸から48年目の2010年9月に、「バファリン」ブランドのかぜ薬「バファリンかぜEX」を発売。かぜ薬に関しては小中学生用の「バファリンジュニアかぜ薬」が既に発売されているが、成人（15歳以上）向けのかぜ薬は「バファリン」ブランドでは初の発売となる。なお、当社としては2004年12月に中外製薬から譲り受けた「アルペン ゴールドカプセル【指定第2類医薬品】」が既に発売されているが、ピリン系のイソプロピルアンチピリンが配合されているなど、配合成分が異なる。さらに「アルペン」にはこどもかぜシロップ・こどもせきどめシロップ・こども鼻炎シロップもラインナップされており、「キッズバファリン」のかぜシロップ・せきどめシロップ・鼻炎シロップと重複するが、配合成分やフレーバーが異なることから、両ブランド共に継続販売されていた。その後、2013年7月に「アルペン ゴールドカプセル」が「バファリンかぜEX細粒」と共に製造終了なり、成人（15歳以上）専用かぜ薬は「バファリンかぜEX錠」に、2017年7月に「アルペン こどもかぜシロップ」・「アルペン こどもせきどめシロップ」・「アルペン こども鼻炎シロップ」（こどもかぜシロップ・こどもせきどめシロップの一部フレーバーは2013年7月、こども鼻炎シロップの一部フレーバーは2015年8月に順次製造終了済）が製造終了となり、シロップタイプのこども用かぜ薬関連品は「キッズバファリン」シリーズへそれぞれ集約された。
2019年5月には、小・中学生用の「バファリンジュニアかぜ薬」がリニューアルされ、従来配合されていたジヒドロコデインリン酸塩をデキストロメトルファン臭化水素酸塩水和物に変更してノンコデイン化され、「バファリンジュニアかぜ薬a」に改名。また、パッケージデザインの変更に伴ってブランドロゴも変更となり、ブランドロゴがすべて現行のロゴデザインに統一された。
2020年10月に「バファリンかぜEX錠」の製造を終了したことで、「バファリン」ブランドのかぜ薬は2010年8月以前のラインナップである小中学生用（バファリンジュニアかぜ薬a）のみとなった。
なお、日本でのラインナップは前述したように製品により配合されている有効成分が異なることから、添付文書には、有効成分が異なる製品があることと、相談する場合は配合されている有効成分名（かぜ薬の場合は有効成分が配合されているかぜ薬）であることを伝えるように指示されていることが明記されている。

## 製品

### 医療用医薬品
医療用はエーザイ株式会社が販売している（2008年6月まではブリストル・マイヤーズ株式会社が販売していた）。
- バファリン配合錠A330（従来の名称および旧大衆薬「バファリン」、2009年5月までは「バファリン330mg錠」）
- バファリン配合錠A81（2000年11月までは「小児用バファリン」、2009年5月までは「バファリン81mg錠」）

### 販売終了品
- 解熱鎮痛薬
  - バファリングリーン - 飲酒による頭痛と悪寒の際に服用する解熱鎮痛剤。関東地区限定販売。
  - 小児用バファリンC - 現行の「バファリン配合錠A81【医療用医薬品】」相当。
  - バファリンエル（「バファリンルナ」へ継承）
  - バファリンウォーター - 水に溶かして服用する発泡錠タイプの解熱鎮痛薬。
  - バファリンプラス - 2009年10月製造終了、「バファリンプラスS」へ継承。
  - バファリンプラスカプセル - 2009年10月生産終了。
  - バファリンルナ - 2012年3月製造終了、「バファリンルナi」へ継承。
  - バファリン顆粒【指定第2類医薬品】 - 2013年5月製造終了
  - バファリンプラスS【指定第2類医薬品】 - 「バファリンプレミアム」へ継承。
  - バファリンEX【第1類医薬品】 - ロキソプロフェンナトリウム水和物配合。2023年1月製造終了
- かぜ薬
  - バファリンかぜEX細粒【指定第2類医薬品】 - 15歳以上の大人用。2013年7月製造終了
  - バファリンかぜEX錠【指定第2類医薬品】 - 15歳以上の大人用。2020年10月製造終了
  - バファリンジュニアかぜ薬【指定第2類医薬品】 - 小・中学生用。2019年5月に製造を終了し、「バファリンジュニアかぜ薬a」へ継承。
- その他
  - バファリン乗りもの酔い止め